# Michaela Konrad (Künstlerin)

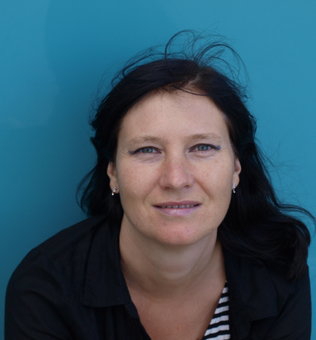
Michaela Konrad, (2012)

Michaela Konrad (* 1972 in Graz) ist eine österreichische Illustratorin und Künstlerin.

## Leben und Werk
Michaela Konrads Werk umfasst Gemälde, grafische Arbeiten sowie experimentelle Comics. Im Oktober 2022 veröffentlicht sie den Bildband Tomorrow im Luftschacht Verlag. Sie arbeitet meist in Sequenzen. Mehrere Multimedia Comicinstallationen entstehen u. a. für die Ars Electronica und für das Nextcomic-Festival in Linz. Sie verbindet die für die Pop Art typische plakative und illustrative Malweise mit Elementen amerikanischer Comicklassiker aus den 50er und 60er Jahren. Inhaltlich unterscheidet sich ihr Werk von diesen stilistischen Einflüssen. Naturwissenschaften sind für ihre Arbeiten genauso Inspirationsquelle wie Kunstgeschichte, Metaphysik oder Zeitgeschichte.
Michaela Konrad arbeitet in Santa Cruz (Teneriffa) und in Wien.

## Stil
Konrad zeichnet sehr reduziert und auf das Wesentliche konzentriert. Ihre Intention ist es, Kunst und Comic zu verbinden. Pressestimmen zu ihrem Buch Mondwandler:

„Die Kombination von kraftvoll leuchtenden Signalfarben vor schwarz-grauen Hintergründen visualisiert gekonnt die Dissonanz zwischen einem leblosen Planeten und dem menschlicher Vitalität entspringenden Forschungsstreben der Astronauten.“

„Man lässt sich nur allzu gerne in diesem ruhigen Fluss treiben, und ab einem gewissen Punkt beginnt man, die Schwerelosigkeit, die Leere und die Stille des Weltalls am eigenen Körper zu spüren.“

„Man schwebt beim Lesen förmlich durch den Raum.“

## Ausstellungen (Auswahl)
- 2023 ANDY WARHOL BIS DAMIEN HIRST - THE REVOLUTION IN PRINTMAKING, Albertina Modern, Wien (AUT)
- 2022 TOMORROW, Artivive Art Space für Augmented Reality Ausstellungen, Wien (AUT)
- 2021 CAN THIS BE TOMORROW? PICTURES OF TOMORROW, Open Art München, Galerie Karin Sachs, München (DEU)
- 2021 LADIES AND GENTLEMEN, Neue Galerie Graz, Joanneumsviertel, Graz (AUT)
- 2019 DISTOPIAS XV Salón Internacional del Cómic y la Ilustración de Santa Cruz de Tenerife, Centro de Arte La Recova, Santa Cruz (Spanien)
- 2019 The First Men, gallery statement, Lisi Hämmerle, Parallel Vienna, Vienna (Österreich)
- 2019 Art Bodensee (Gruppenausstellung), Galerie Lisi Hämmerle, Dornbirn (Österreich)
- 2019 WETTLAUF ZUM MOND! (Gruppenausstellung), Karikaturmuseum Krems (Österreich)
- 2018 SPACELOVE (Einzelausstellung) Galerie Karin Sachs, Munich (Deutschland)
- 2018 CAN THIS BE TOMORROW?, gallery statement Lisi Hämmerle, Parallel Vienna, Wien (Österreich)
- 2018 CAN THIS BE TOMORROW? (Einzelausstellung), Galerie Lisi Hämmerle, Bregenz (Österreich)
- 2018 Bienal Regional de Artes Plásticas (Gruppenausstellung), Santa Cruz de Tenerife, Centro de Arte La Recova, Santa Cruz (Spanien)
- 2016 KLASSE KUNST V - gemischte Gefühle (Gruppenausstellung), Landesgalerie Linz (Österreich)
- 2016 KLASSE KUNST V (Gruppenausstellung), Landesgalerie Linz, Linz (Österreich)
- 2016 SECUENCIAS - Picasso, Strings und Science Fiction (Einzelausstellung), Brunnhofer Galerie, Linz (Österreich)
- 2015 Nach Picasso - Auf Spurensuche in der jungen österreichischen Kunst (Gruppenausstellung), Kunsthalle Krems - Forum Frohner (Österreich)
- 2014 Memories of Now, On the Beach Gradina de iarna - Festival,  Temeswar (Rumänien)
- 2014 Selbstporträt 2014 (Gruppenausstellung), KMG, Art Gallery, Wien (Österreich)
- 2014 Spacelove (Einzelausstellung), Galerie Arsenal, Ausstellung im Rahmen des Comicfestivals "Ligatura" in Posen (Polen)
- 2014 Secuencias (Einzelausstellung), Centro de Arte la Recova, Santa Cruz/Teneriffa (Spanien)
- 2013 Contemporary Pop Art (Gruppenausstellung), Galerie Augustin, Wien (Österreich)
- 2013 On the Beach (Hommage to Picasso), Multimedia Comicanimation, Ars Electronica Center (ein Nextcomic-Projekt) (Österreich)
- 2012 Memories of Now – TransSymbol Express Ars Electronica Center - Nextcomic Festival 2012, Linz (Österreich)
- 2011–2012 Mondwandler/Spacelove mit Leopold Maurer im Nextcomic-Corner, Ursulinenhof, Linz (Österreich)
- 2011 Memories of Now – Spirit of the Positron live beim Ars Electronica Festival, Linz (Österreich)
- 2011–2013 Memories of Now im Deep Space des Ars Electronica Center, Linz
- 2011 El Jardin Inventado (Gruppenausstellung), Sala de exposiciones La Granja, Santa Cruz/Teneriffa, (Spanien)
- 2011 X La Cara (Gruppenausstellung), Sala de Arte Los Lavaderos, Santa Cruz/Teneriffa (Spanien)
- 2010 COMICkunst_2 „Nordpol Tonto #12“ mit Hommage to Picasso, MAERZ Künstlervereinigung, Linz (Österreich)
- 2010 Michaela Konrad und Daniel Dorobantu - featuring Eugene Neacsu, Memories of Now, Multimedia Comic in HD, live im Deep Space, Ars Electronica Center, Linz (Österreich)
- 2009 Spacelove in Comic NOW (Gruppenausstellung), Galerie der Freischaffenden, Wien
- 2009 COMICkunst_1 with Spacelove/Hommage to Picasso (group show) with Tommi Kuehberger, Jörg Vogeltanz und Thomas Ballhausen, MAERZ Künstlervereinigung, Linz (Österreich)
- 2009 1. Wiener Comictag mit Spacelove (Gruppenausstellung) WUK, Wien (Österreich)
- 2009 Preludio (Gruppenausstellung), Sala de Arte Los Lavaderos, Santa Cruz (Teneriffa)
- 2008 Comic Impacts Art (Einzelausstellung) im Kunstmuseum in Timișoara, Temeswar (Rumänien)
- 2008 Hommage to Picasso (Einzelausstellung), Centro de Grabado Contemporáneo, Santa Cruz (Teneriffa)
- 2007–2009 Different Levels/Kunst im Turm (Gruppenausstellung), Justizzentrum Wien Mitte, Wien (österreich)
- 2007 The Vacuum Cleaner/Spacelove (Einzelausstellung), Neue Galerie für zeitgenössische Kunst des Brukenthal-Museums, Sibiu (Rumänien)
- 2007 Spacelove (Einzelausstellung), Centro de Grabado Contemporáneo, Santa Cruz/Teneriffa (Spanien)
- 2007–2009 Spacelove im M-ars, der Kunstsupermarkt, Wien (Österreich)
- 2006 Graphic Poetry, (Dialogausstellung) mit Florin Stoiciu, Rumänisches Kulturinstitut, Wien (Österreich)

## Veröffentlichungen
- Tomorrow, Wien 2022: Luftschacht, ISBN 978-3-903422-07-0
- Mondwandler, Wien 2011: Luftschacht, ISBN 978-3-902373-90-8
- On the Beach 1/Hommage to Picasso in NORDPOL, 2011 (Tonto #12)
- Spacelove/Hommage to Picasso in Umelec Kulturmagazin, 2009, Ausgabe: Kunstszene Wien/Österreich
- Spacelove in Perpetuum. Wien 2008, Luftschacht, ISBN 978-3-902373-32-8
- Spacelove in Lin_c Heft für Comic und Bildliteratur, 2007

## Preise
- Illustrationspreis des XVI Salón Internacional del Cómic y la Ilustración des XVI Salón Internacional del Cómic y la Ilustración in Santa Cruz (Teneriffa)
- Stipendium im Rahmen des Förderungspreises für Karikatur und Comics 2008 (BMUKK)